# Coipasa (gemeente)
Coipasa is een gemeente (municipio) in de Boliviaanse provincie Atahuallpa in het departement Oruro. De gemeente telt naar schatting 948 inwoners (2018). De hoofdplaats is Coipasa.